# 3289 Мітані
3289 Мітані (3289 Mitani) — астероїд головного поясу, відкритий 7 вересня 1934 року.
Тіссеранів параметр щодо Юпітера — 3,544.